# Марк Ротко
Марк Ротко (на английски: Mark Rothko, рождено име Маркус Яковлевич Роткович) е американски художник от руско-еврейски произход. Въпреки че отказва да се обяви за последовател на определено движение в изкуството, е определян като един от най-ярките представители на абстрактния експресионизъм.

## Детство
Марк Ротко е роден в Двинск, Витебски Говернорат в Руската империя (днешен Даугавпилс в Латвия). Баща му Джейкъб (Яков) Ротковиц е фармацевт и интелектуалец, който първоначално осигурява на децата си светско и политическо, вместо религиозно възпитание. Според Ротко неговият про-маркситки настроен баща е бил „буйно антирелигиозен“. В среда в която евреите често са винени за много от злините сполетели Русия, детството на Ротко е белязано от страх.
Въпреки скромните приходи на Джейкъб Ротковиц, семейството е високо образовано и Ротко говори руски, идиш и иврит.

## Емиграция в САЩ
Страхувайки се, че по-големите му синове ще бъдат повикани да служат в Руската императорска армия, Джейкъб Ротковиц емигрира в Америка. Марк остава в Русия с майка си и по-малката си сестра Соня. Тримата пристигат на остров Елис в късната 1913 г. и оттам прекосяват страната, за да се присъединят към Джейкъб и по-големите братя в Портланд, Орегон. Смъртта на Джейкъб няколко месеца по-късно от рак на дебелото черво, оставя семейството без финансова подкрепа. Соня работи като касиерка, а Марк започва работа в един от складовете на чичо си, продавайки вестници на служителите. Смъртта на баща му също така довежда до прекратяването на връзката му с религията. След като една година оплаква бащината си смърт в синагогата, той се зарича никога повече да не стъпи в такава.
Започва да посещава училище в Съединените щати през 1913, бързо преминавайки от 3 в 5 клас. През юни 1921, завършва гимназия с отличие на седемнайсетгодишна възраст. Научава четвъртия си език – английски и става активен участник в местната еврейска общност, където се доказва като способен политически събеседник. Като баща си, Ротко се вълнува от проблеми свързани с правата на работниците, правото на жените на контрацепция.
Ротко получава стипендия за Йейл. В края на първата година стипендията не е подновена и той работи като сервитьор и доставчик, за да подпомогне образованието си. Намира общността в Йейл елитистка и расистка. В края на втората си година напуска и не се завръща, докато не му е присъдена почетна диплома 46 години по-късно.

## Ранна кариера
През есента на 1923, Ротко намира работа в Ню Йорк. Докато посещава приятел в училище по изкуства, вижда как студенти скицират модел. Според Ротко това поставя началото на неговия артистичен живот. По-късно започва да посещава училището за дизайн Парсънс, където един от инструкторите му е художникът Аршил Горки. Това е една от първите му срещи с представител на американския авангардизъм. Въпреки това
двамата не се сближават поради доминиращия характер на Горки. Същата есен посещава курсовете на кубиста Макс Вебер, също руски евреин. Вебер е част от френското авангардно движение. Под ръководството на Вебер, Ротко започва да гледа на изкуството като на средство за емоционално и религиозно изразяване. Картините на Ротко от тази епоха разкриват влиянието на учителя му. Години по-късно, когато Вебер посещава изложба на своя бивш ученик и изразява възхищението си, Ротко е изключително щастлив.

## Кръгът на Ротко
Преместването в Ню Йорк осигурява на Ротко богата артистична атмосфера. Модернистите правят непрекъснати изложби в галериите, а музеите в града представляват безценен ресурс за развиващия се артист. Сред важните ранни влияния върху Ротко са произведения от немския експресионизъм, сюреализмът на Паул Клее, и картините на Жорж Руо.
През 1928 г. прави изложба с група други млади художници. Неговите картини, включващи тъмни, унили интериори и градски сцени, са приети добре от критици и наблюдатели. За да подпомогне доходите си,
през 1929 Ротко започва да преподава на ученици скициране рисуване и скулптура в Бруклинския еврейски център, където ще продължи да бъде активен цели 22 години, до 1952.
През първата част на 1930-те Ротко среща с Адолф Готлиб, който заедно с Барнет Нюман, Джоузеф Солман, Луис Шанкър и Джон Греъм са част от група млади художници, гравитиращи около Милтън Авери. Абстрактните
творби на Авери базирани на богати познания за форма и цвят, имат невероятно влияние върху Ротко. Скоро неговите картини започват да представят теми и цветове подобни на тези при Авери.
Ротко, Готлиб, Нюман, Солман, Греъм и техният ментор Авери, прекарват много време заедно в Лейк Джордж, Ню Йорк и Глочестър, Масачузетс. Там те рисуват през деня и обсъждат изкуството вечер. През 1932 по време на визита до Лейк Джордж, Ротко се запознава с Едит Сахар, дизайнер на бижута, за която се жени по-късно през годината.
Следващото лято се състои първата му самостоятелна изложба в Портландския музей на изкуството, предимно от рисунки и акварели. За тази изложба Ротко взима нестандартното решение да изложи творби на учениците си заедно със своите. Семейството му е неспособно да разбере решението му да бъде художник, особено имайки предвид лошата икономическа ситуация по време на Голямата депресия. Претърпявайки сериозни финансови трудности, семейство Ротковиц са озадачени от безразличието му към паричните нужди. Те чувстват, че с избора му да не преследва по доходоносна и реалистична професия, той пренебрегва майка си.

## Първа самостоятелна изложба в Ню Йорк
Завръщайки се в Ню Йорк, Ротко организира първата си самостоятелна изложба на Източния бряг. Излага 15 маслени картини, повечето от които портрети, заедно с няколко акварели и рисунки. Сред тези творби, критиците са най-впечатлени от тези с маслени бои. Начинът, по който Ротко използва богата палитра от цветове, преминава отвъд влиянието на Авери. В късната част на 1935 г. Ротко се присъединява към Иля Болотовски, Бен Зион, Адолф Готлиб, Лу Харис, Ралф Розенборг, Луис Шанкър и Джоузеф Солман, формирайки Десетте.
Репутацията на Ротко нараства, особено сред съмишлениците му, които формират Съюз на художниците, включващ Готлиб и Солман. Съюзът цели създаването на градска галерия, където да организира групови изложби.
През 1936 г. групата прави изложение в Галерия Бонапарт във Франция, получавайки позитивни отзиви от критиците. Един от тях отбелязва, че картините на Ротко представят автентични цветови ценности. По-късно, през 1938 се организира изложба в Галерия Мъркюри, Ню Йорк, в знак на протест срещу Американския музей на изкуството Уитни, който според групата има провинциални и регионални възгледи.